# Bob Gardner (Leichtathlet)
Bob Gardner (eigentlich Robert Gardner; * 28. Juli 1935) ist ein ehemaliger US-amerikanischer Hochspringer.
1959 gewann er Silber bei den Panamerikanischen Spielen in Chicago mit 2,03 m.
Seine persönliche Bestleistung von 2,134 m stellte er am 15. Mai 1962 in Nashville auf.